# Allocapnia tsalagi
Allocapnia tsalagi is een steenvlieg uit de familie Capniidae. De wetenschappelijke naam van de soort is voor het eerst geldig gepubliceerd in 2008 door Grubbs.